# Merruwumanja Point
Merruwumanja Point ist eine Landspitze und Halbinsel auf der Insel Groote Eylandt im australischen Northern Territory.
Die etwa 1,2 Kilometer lange und bis zu 1,2 Kilometer breite Landspitze trennt zwei unbenannte Buchten voneinander.